# Проба Каковського — Аддіса
Проба Каковського — Аддіса (у англомовній медицині відома як англ. Addis count) — діагностичний медичний тест дослідження множинного визначення еритроцитів, лейкоцитів і циліндрів у добовій сечі. У нормі в сечі має бути 1-2 лейкоцитів і циліндрів у полі зору, а еритроцитів не повинно бути.
Спочатку визначають кількість цих елементів в осаду вранішньої сечі, а потім здійснюється перерахунок на добову кількість сечі.
При деяких хворобах нирок спостерігаються різні співвідношення цих клітин, що має сенс для діагностики. Взагалі цей тест використовується переважно для розмежування гломерулонефрита від пієлонефрита. Поява циліндрів, переважання кількості лейкоцитів над еритроцитами, свідчить про пієлонефрит, коли ж еритроцити переважають лейкоцити, то це на користь гломерулонефрита.

## Етимологія
Проба названа на честь першовідкривача її в 1910 році, українського лікаря, науковця і викладача Антіна Каковського і шотландського науковця Томаса Аддіса (Thomas Addis), який її удосконалив у 1925 році.